# Vilhelm Frederik Laub
Vilhelm Frederik Laub (født 6. august 1805 i Frørup Præstegård, Fyn, død 10. april 1845) var en dansk bogtrykker og redaktør, bror til Otto Laub og far til Ernst Laub.
Laub var søn af sognepræst Hieronymus Laub og Louise Frederikke født Zinck. Han var bogtrykker i Nykøbing Falster. 1829 debuterede han med digtet Eventyret paa Flyttedagen (under pseudonymet "Peter Hartvig Algreen"). 1834 blev det fulgt af digtet Frode Fredegod. 13. december 1839 fik han bevilling som udgiver og redaktør af Lolland-Falsters Stiftstidende. Han blev 1844 borgerrepræsentant i Nykøbing Falster.
1836 ægtede han Christiane Kirstine (Christine) Thoma Wilhelmine Thomsen.